# Marcelina (santa)
Santa Marcelina (Roma, 327 – ibídem, 397) es una virgen y santa católica. Hermana mayor de san Ambrosio de Milán. Marcelina nació en el año 327, probablemente en Roma. Posteriormente, su padre fue nombrado prefecto del pretorio de las Galias, y la familia pasó a vivir en Tréveris. 
Eligió vivir una vida de virginidad perpetua, y se dedicó a la práctica de la oración y el ascetismo. El día de Navidad, probablemente en 353, recibió el velo de virginidad consagrada de las manos del papa Liberio. Marcelina falleció en 397 pocos meses después de su hermano el obispo Ambrosio. Fue enterrada en la cripta bajo el altar de la Basílica de S. Ambrosio, y fue honrada como una santa. Su fiesta se celebra el 17 de julio.